# 磁灶戰役
磁灶戰役是郑成功率领南明军队在抵抗清朝军队中取得的一场战斗胜利。

## 经过
在大西军联合南明朝廷共同抵抗清军的同时，东南沿海的郑成功部队也展开了对清军的反击。永曆五年（1651年）五月，郑成功率领明军出击闽南，并于当月二十五日进入海澄县磁灶浮宫。清漳州总兵王邦俊也率一千骑兵、二千步兵，于二十六日抵达磁灶附近，与明军对峙。郑成功料定清军骄傲轻敌，便决定采用伏击战术，他派一镇兵力埋伏于磁灶山坑南，一镇兵力埋伏于磁灶坑北，两镇镇兵力埋伏于磁灶社内，另派三镇兵力前往诱敌。清军果然中计，虽然清军凭借骑兵顽抗，但郑成功部队装备了藤甲兵，即以三人为一组，一人执藤牌掩护，一人砍马，一人砍人。在明军猛烈的攻击之下，清军溃不成军，王邦俊率领败军落荒而逃，明军取得了磁灶戰役的胜利。

## 影响
磁灶戰役大大鼓舞了闽南的抗清民众，郑军旧将黄兴、黄梧先后归附郑成功。而郑成功叔父郑鸿逵也倍感欣慰，将其部分兵力拨给郑成功。